# Kash Patel
Kashyap Pramod Vinod "Kash" Patel (Garden City (Long Island, New York), 25 februari 1980) is sinds 21 februari directeur van de Federal Bureau of Investigation (FBI). Hij is een Amerikaanse advocaat en voormalig federaal officier van justitie bij het Amerikaanse ministerie van Justitie. Voorheen was hij stafchef van de Amerikaanse minister van Defensie tijdens het eerste presidentschap van Trump. Hij heeft gediend als ambtenaar bij de Nationale Veiligheidsraad van de VS en als senior adviseur van de waarnemend directeur van de Nationale Inlichtingendienst. In november 2024 nomineerde Donald Trump, als verkozen president, Patel als opvolger van Christopher Wray als directeur van de Federal Bureau of Investigation (FBI). 
Patel is een lid van de Republikeinse Partij, en werkte als senior adviseur voor congreslid Devin Nunes tijdens diens ambtstermijn als voorzitter van de House Intelligence Committee. Tijdens zijn samenwerking met Nunes speelde Patel een sleutelrol bij het helpen van Republikeinen bij het onderzoek naar Trump en de Russische inmenging in de verkiezingen van 2016. In 2018 speelde Patel een belangrijke rol bij het opstellen van het Nunes-memorandum, waarin beweerd werd dat er fouten waren in de aanvraag van de FBI in 2016 voor een bevel tot toezicht op een campagnemedewerker van Trump.

## Levensloop
Patel werd geboren op Long Island in de staat New York uit ouders die immigranten uit India waren en volgde rechtenstudies aan de Pace University, waar hij in 2005 afstudeerde als juris doctor in rechten, vergelijkbaar met de titel meester in de rechten in Nederland. Na deze rechtenstudie verhuisde Patel naar Florida en werkte acht jaar als openbare verdediger. 
In 2014 werd Patel aangenomen als procesadvocaat bij de National Security Division van het Amerikaanse ministerie van Justitie, waar hij tegelijkertijd als juridisch contactpersoon voor het Joint Special Operations Command fungeerde. 
Patel werkte als federaal aanklager aan zaken betreffende de nationale veiligheid en als juridisch contactpersoon voor de strijdkrachten van de Verenigde Staten.